# Hegde-Hosalli, Kumta
Hegde-Hosalli là một làng thuộc tehsil Kumta, huyện Uttar Kannad, bang Karnataka, Ấn Độ.